# Precio alzado
El precio alzado es un tipo de operación contable que se da cuando un comitente no declara al comisionista el costo real de las mercancías, sino que declara un precio convencional superior al costo real.

## Uso del precio alzado
Es el precio convencional que el comitente declara al comisionista generalmente. Además, el precio alzado puede ser el precio al que debe vender el comisionista o menor a éste. En el primer caso, el comitente únicamente le da a conocer al comisionista el precio al que debe vender las mercancías, siendo este el precio alzado. En el segundo caso, le da a conocer el precio alzado y además le señala el precio al que debe vender las mercancías.

## Ventajas del precio alzado
Algunas de las ventajas que obtiene el comitente al remitir de esta manera las mercancías son: 
- Responsabilizar al comisionista por una cantidad mayor que el costo real de las mercancías.
- Evitar que el comisionista se entere de la verdadera utilidad que se obtiene de las ventas que se han hecho.

## Métodos de registro
Generalmente, existen dos métodos para controlar las operaciones de mercancías en consignación a precio alzado y son las siguientes: 
- Estableciendo una cuenta complementaria de activo.
- Precio alzado por cuentas de orden.

### Estableciendo una cuenta complementaria
Este método consiste en manejar la cuenta de mercancías generales, inventario o almacén, según sea el procedimiento a emplear para el precio alzado, y la diferencia entre ambos precios se registra en una cuenta complementaria de activo llamada "diferencia por precio alzado". Por este método, la cuenta de mercancías se pasa a llamar "mercancías en consignación a precio alzado", la cual tiene movimientos de cargo y abono por los mismos conceptos antes vistos, pero ahora registrados a precio alzado. 
La cuenta de diferencia por precio alzado tiene movimiento invariablemente contrario al de mercancías en consignación a precio alzado, con la diferencia entre el costo real y el precio real.

### Precio alzado por cuentas de orden
Este tipo de registro contable consiste en registrar el envío de las mercancías al comisionista en la cuenta denominada "mercancías en consignación", la cual se va a cargar y abonar a costo real. 
Inmediatamente, la misma cantidad de artículos enviados al comisionista se registran a precio alzado a través de cuentas de orden, las cuales tendrán los siguientes nombres: 
- Mercancías en consignación a precio alzado (deudora).
- Precio alzado mercancías en consignación (acreedora).

Éstas únicamente tienen movimiento cada vez que se remiten mercancías, se efectúan ventas o el comisionista devuelve mercancía. Además de que pertenecen al grupo de cuentas de orden de valores de registro.